# أبو عثمان الحيري
أبو عثمان سعيد بن إسماعيل بن سعيد بن منصور الحيري النيسابوري أحد علماء أهل السنة والجماعة ومن محدّثيهم ومن أعلام التصوف السني في القرن الثالث الهجري. صاحب كتاب «السنن» في الأحاديث النبوية، قال عنه أبو عبد الرحمن السلمي: «هو في وقته من أوحد المشايخ في سيرته، ومنه انتشر طريقة التصوف بنيسابور»، وقال عنه الذهبي: «الشيخ الإمام المحدّث الواعظ القدوة، شيخ الإسلام. هو للخراسانيين نظير الجنيد للعراقيين». وقال عنه الحاكم النيسابوري: «لم يختلف مشايخنا أن أبا عثمان كان مجاب الدعوة، وكان مجمع العباد والزهاد». ولد سنة 230 هـ في الري، وصحب يحيى بن معاذ الرازي، وشاه بن شجاع الكرماني. ثم رحل إلى نيسابور إلى أبي حفص النيسابوري، وصحبه وأخذ عنه طريقته في التصوف.

## أخذه للحديث
سمع في الري (مكان ولادته) من محمد بن مقاتل الرازي، وموسى بن نصر. وبالعراق من حميد بن الربيع، ومحمد بن إسماعيل الأحمسي وعدة، ولم يزل يطلب الحديث ويكتبه إلى آخر شيء. حدث عنه الرئيس أبو عمرو أحمد بن نصر، وابناه: أبو بكر وأبو الحسن، وأبو عمرو بن مطر، وإسماعيل بن نجيد، وعدة.

## من أقواله
- صلاح القلب في أربع خصال: في التواضع لله، والفقر إلى الله، والخوف من الله، والرجاء في الله.[3]
- سرورك بالدنيا أذهب سرورك بالله من قلبك، وخوفك من غيره أذهب خوفك منه عن قلبك؛ ورجاؤك من دونه أذهب رجاءك إياه من قلبك.[3]
- التفويض رد ما جهلت علمه إلى عالمه، والتفويض مقدمة الرضا، والرضا باب الله الأعظم.[3]
- لا يكمل الرجل حتى يستوي قلبه في المنع والعطاء، وفي العز والذل.[2]
- أنت في سجن ما تبعت مرادك وشهواتك، فإذا فوضت وسلمت استرحت.[1]
- قال لأبي جعفر بن حمدان: ألستم ترون أن عند ذكر الصالحين تنزل الرحمة؟ قال: بلى. قال: فرسول الله صلى الله عليه وسلم سيد الصالحين.[2]
- منذ أربعين سنة، ما أقامني الله في حال فكرهته، ولا نقلني إلى غيره فسخطته.[4]

## وفاته
توفي أبو عثمان في نيسابور، يوم 10 ربيع الثاني سنة 298 هـ وصلى عليه الأمير أبو صالح.